# Vincent Deckers
Pour les articles homonymes, voir Deckers.
Vincent Deckers (né le 8 juillet 1864 à Düsseldorf, mort le 11 mai 1905 dans la même ville) est un peintre prussien.

## Biographie

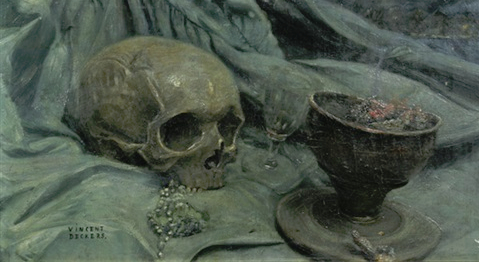
Memento Mori

Vincent Deckers est le fils de Franz Deckers (de), architecte de Düsseldorf. Comme son père veut qu'il soit maître d'œuvre, il travaille pendant deux ans dans le bureau de Bruno Schmitz. Il va ensuite à l'académie des beaux-arts de Düsseldorf, où il est l'élève de Peter Janssen. Il passe après beaucoup de temps à Bruxelles en tant qu'élève de Jean-François Portaels. Un an plus tard, il se rend à Paris où il travaille auprès de Fernand Cormon et Jules Lefebvre. Il fait un voyage en Italie. À son retour, il s'installe à Munich où il travaille principalement comme portraitiste. Plus tard, il revient à Düsseldorf, où il expose en 1895 à la Galerie Eduard-Schulte.
Il est plus connu à travers les portraits qu'il a faits de son père que par ses peintures de genre. Ses œuvres sont presque exclusivement devenus des propriétés privées quelques années après sa mort.